# Акцорин, Виталий Александрович
Виталий Александрович Акцорин (17 июля 1930—7 марта 1998) — марийский фольклорист. Кандидат филологических наук, почётный член Этнографического общества Венгерской АН, заслуженный деятель науки Марийской АССР (1990). Повторно ввёл в научный обиход «Заволжские очерки» Николая Толстого.

## Биография
Сын рабочего и колхозницы. Отец был репрессирован в 1941 году и погиб в лагере. После окончания ВУЗа работал учителем, затем сделал научную карьеру, читал лекции по русскому и марийскому фольклору, литературе. Акцорин собрал уникальный материал о жизни народов Поволжья, стал автором книг, издававшихся, в том числе, и посмертно.

## Основные работы
1. Акцорин В. А. Краткие итоги фольклорной экспедиции 1959 года к марийцам Кировской области // Вопросы языка, литературы и фольклора. Труды, вып. ХY. — Йошкар — Ола, МарНИИ, 1961. С. 171—197.
2. Акцорин В. А. Устное народное творчество — источник и составной элемент марийской литературы.// Очерки истории марийской литературы. Ч. 1.- Йошкар-Ола, МарНИИ, 1963. С. 25—52.
3. Акцорин В. А. Марийская народная драма и её роль в возникновении и становлении марийской драматургии : Автореферат диссертации на соиск. учен. степени канд. филологич. наук. Научн. рук. — д. филолог. н., проф. П. Г. Богатырев. М, 1967. — 20 с. — (АН СССР, Ин-т мировой литературы им. А. М. Горького).
4. Акцорин В. А. Этногенез марийского народа по данным фольклора // Происхождение марийского народа: Материалы науч. сессии, проведён. МарНИИ 23—25 дек. 1965 г. Йошкар-Ола, Марийское кн. изд-во, 1967. С. 159—164.
5. Акцорин В. А. Сказки лесов: Марийские народные сказки. / Сост. и пер. В. А. Акцорина, лит. обработ. А. С. Крупнякова, худож. З. Ф. Лаврентьев. — Йошкар-Ола, Марийское.кн.изд-во, 1972. — 48 с.
6. Тошто Марий ой-влак. / В. А. Акцорин поген, чумырен. — Йошкар-Ола, Книгам лукшо марий издательство, 1972.- 216 с. — (Наукым шымлыше марий институт).
7. Акцорин В. А. Марийская народная драма / Ответ. ред. д. филолог. н. Б. П. Кирдан. — Йошкар-Ола: Марийское кн. изд-во, 1976. — 200 с. — (Марийский науч.-исслед. ин-т при Совете министров МАССР).
8. Сказки лесов: Марийские народные сказки (Для мл.шк.возраста) / Сост. В. А. Акцорин, пер. и лит.обраб. А. Ф. Смоликова; худож. З. Ф. Лаврентьев — Издание доп. и перераб., — Йошкар-Ола: Марийское кн. изд-во, 1978. — 159 с.
9. Марийские народные сказки / Сост. В. А. Акцорин. — Йошкар-Ола: Марийское кн. изд-во, 1984. −288 .
10. Акцорин В. А. Формы бытования традиционного искусства // Традиционное и современное в музыке народов Поволжья. — Йошкар-Ола, 1988. С. 22—37 (ВМФИ. Вып. 6).
11. Акцорин В. А. Эволюция функции условных форм декоративно-прикладного искусства // Народные художественные промыслы Марийской АССР. — Йошкар-Ола, 1988. С.105—109.
12. Акцорин В. А. Кырык сирын историй гыц (Из истории Горномарийского района) // Ленин корны. 1988, 21 апр.
13. Акцорин В. А. Кырык сирын историй гыц (Из истории Горномарийского района) // Ленин корны. 1988, 5 май.
14. Акцорин В. А. Овда: мужедмаш веле мо? (О легендарном фольклорном образе Овда) // Марий коммуна, 1988. 15 нояб.
15. Акцорин В. А. Шорыкйол [Текст] / В. А. Акцорин. — Йошкар-Ола, 1991. — 82 с.
16. Акцорин В. А. Прогрессивные традиции марийского фольклора — источник художественного творчества // Вопросы марийского фольклора и искусства. Вып. 9 : Фольклор и искусство в современной художественной культуре Марийской АССР. — Йошкар-Ола, МарНИИ, 1991. С.31—46.
17. Марий калык ойпого. Марийский фольклор: Мифы, легенды и предания. /Сост. В. А. Акцорин. — Йошкар-Ола: Марийское кн. изд-во, 1991. — 288 с.
18. Сказки горных мари: Свод марийского фольклора / Сост. В. А. Акцорин. — Йошкар- Ола: Марийское кн. изд-во, 1995. — 272 с.
19. Конь с серебряной гривой: Марийские народные сказки. / Сост. В. А. Акцорин; Худож. З. Ф. Лаврентьев. — Йошкар-Ола: Марийский полиграф.-изд. комбинат, 1996. — 226 с.
20. Акцорин В. А. Прошлое марийского народа в его эпосе. / Под ред. докт . филол. наук. Н. В. Морохина. — Саров: Альфа, 2000. — 88 с.
21. Акцорин В. А. Народная версия истории горных марийцев по данным фольклора // Народное творчество и профессиональное искусство марийцев. — Йошкар-Ола, МарНИИЯЛИ, 2002. С. 5—16.
22. Песни горных мари. Кырык мары халык мырывла / Свод марийского фольклора. — Йошкар-Ола: МарНИИЯЛИ им. В. М. Васильева, 2005. — 512 с.